# Friedhof der Opfer des Faschismus

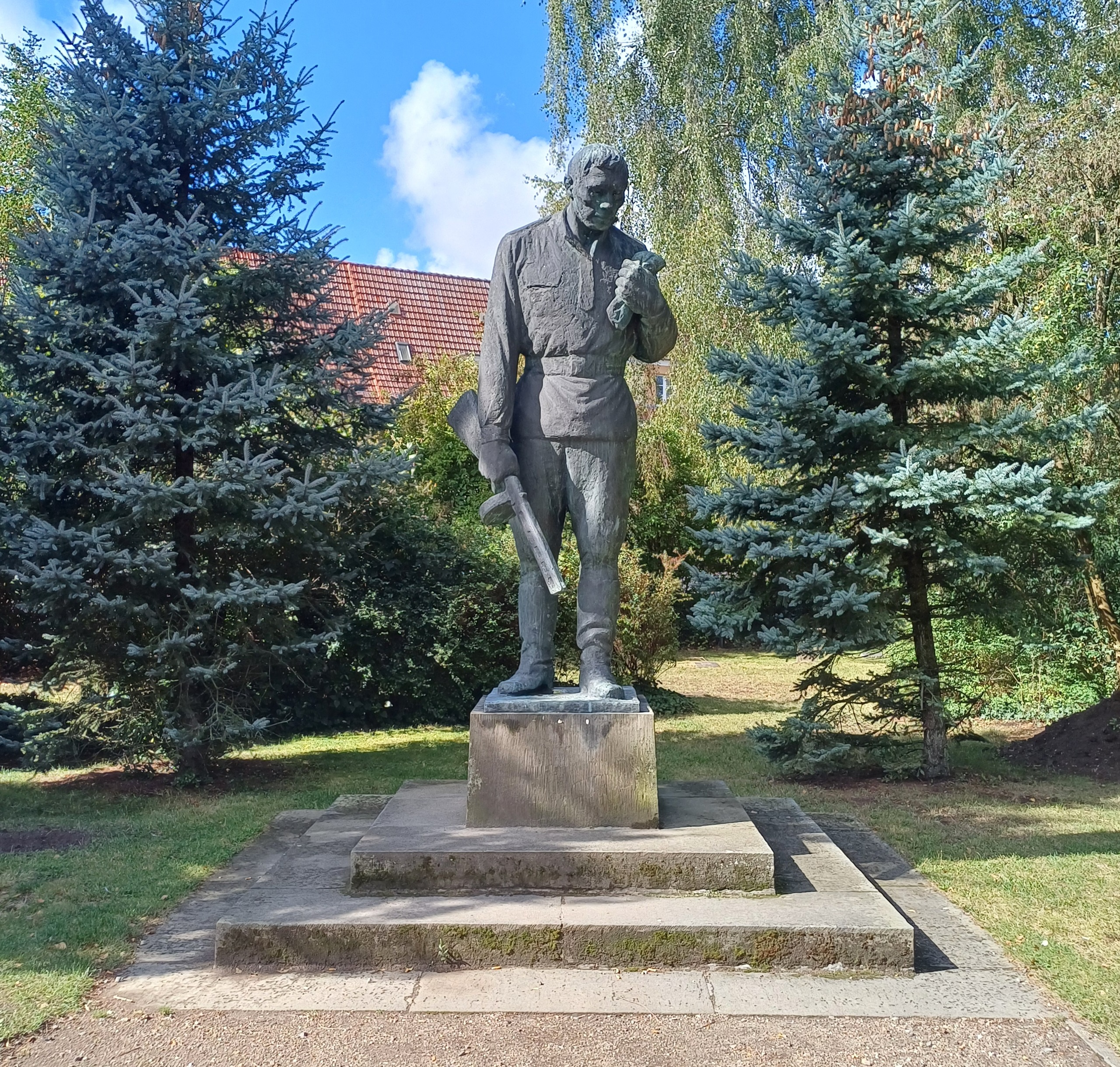
Statue Kämpfer der Roten Armee von Gerhard Thieme auf dem Friedhof (2024)

Der Friedhof der Opfer des Faschismus in Schwerin in Mecklenburg-Vorpommern ist als Ehrenfriedhof Gedenkstätte und Zeugnis des Umgangs mit der NS-Vergangenheit in der DDR. Er befindet sich im Stadtteil Paulsstadt gegenüber dem Alten Friedhof am südlichen Obotritenring, Ecke Sandstraße und dem Platz der Opfer des Faschismus (OdF).

## Geschichte

1945 hatte die Schweriner Bevölkerung auf Anordnung der US Army an der Bestattung von Opfern aus dem KZ Wöbbelin teilzunehmen (1945)

Die Geschichte des Platzes reicht in das 18. Jahrhundert zurück. 1755 wurde der Bereich als städtische Sandgrube genutzt. Ab 1854 hatte man Gartenparzellen um den Sandberg angelegt und verpachtet. In den kommenden Jahrzehnten vergrößerte sich die Kleingartenanlage und war über den Katzensteg, die heutige Müllerstraße, zu erreichen. Mit der Einweihung des neuen, heute Alten Friedhofs 1863 wurde die Gartenanlage eingeebnet. Danach wurde der Platz für kurze Zeit als Baumschule genutzt und bis 1925 als Holzlagerplatz des Tischlermeisters Heiden. Ab 1930 wurde eine Grünanlage mit Rasenflächen, Liegewiese und einem Sandkasten für Kinder angelegt. Die in der Anlage gepflanzten fremdländischen Koniferen tauschte der Reichsstatthalter und spätere Gauleiter Friedrich Hildebrandt 1935 durch Birken aus.
Die ersten Bestattungen von Toten auf dem Platz fanden zwischen 1943 und 1945 statt. Bei den unbekannten Opfern soll es sich um sowjetische Zwangsarbeiter gehandelt haben, die zunächst auf dem Alten Friedhof bestattet und später auf den heutigen Friedhof der OdF umgebettet wurden.
Mit dem Bombenangriff auf Schwerin am 7. April 1945 wurden der Alte Friedhof und der heutige Platz der OdF bombardiert und von Bombenkratern aufgerissen. Am 2. Mai 1945 kamen amerikanische Truppen nach Schwerin und befreiten auch das bei Ludwigslust gelegene Konzentrationslager Wöbbelin. Am 8. Mai 1945 wurden die Leichen von 74 Häftlingen aus dem KZ Wöbbelin auf dem Platz beigesetzt. Am 1. Juli 1945 marschierte die Rote Armee in Schwerin ein und nutzte fortan den Platz als Militärfriedhof. Am 21. Oktober 1945 fand die erste Kundgebung am Tag der Opfer des Faschismus statt.

## Ehrenfriedhof

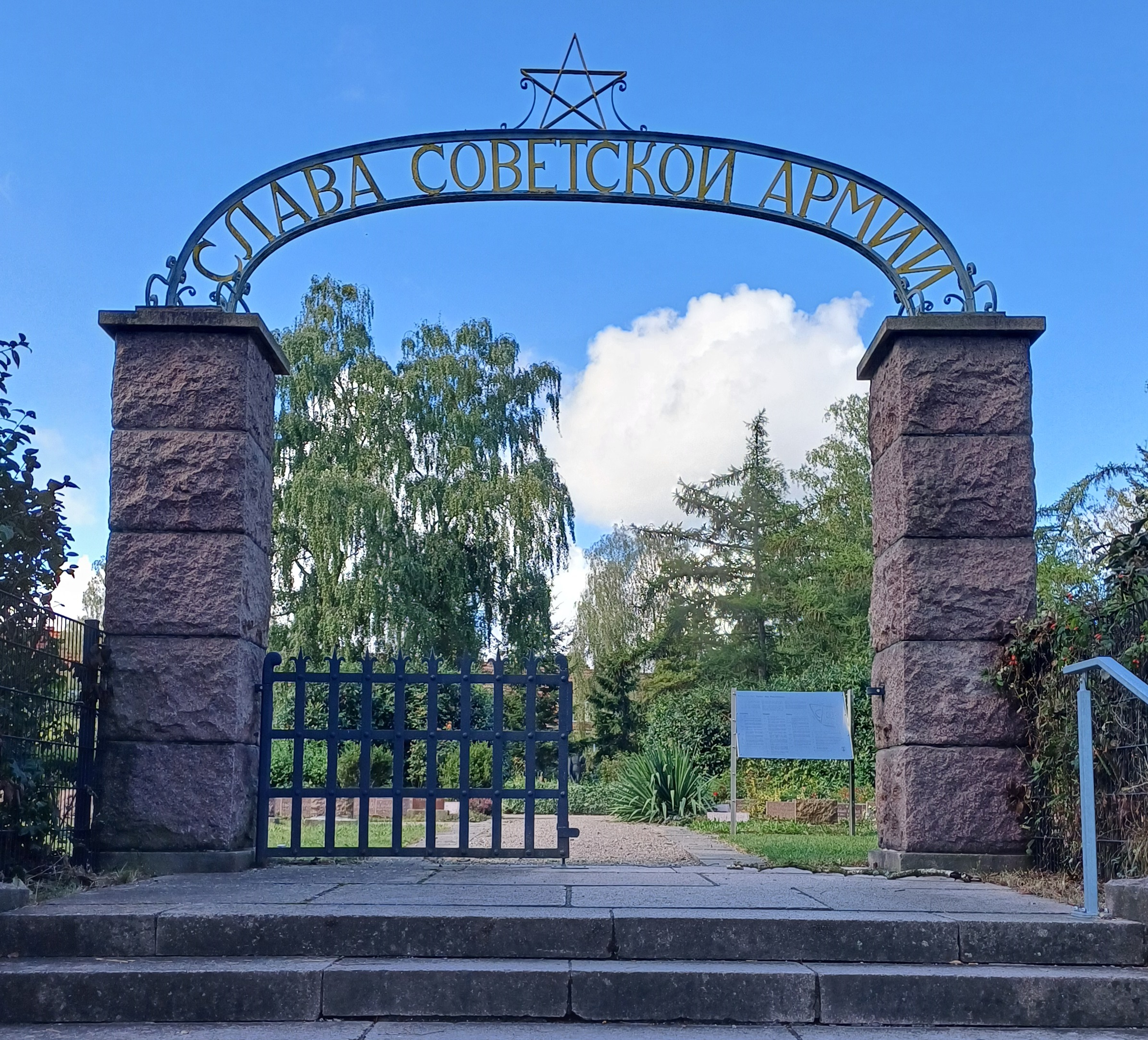
Eingangsportal

Zur Jahreswende 1945/46 erhielt der Friedhof offiziell den Namen Friedhof der Opfer des Faschismus. Das Gelände befand sich zuerst in einem schlechten Zustand. Auf den Gräberfeldern weideten Kühe der Fliegersoldaten, und eine Nachrichtengruppe der Roten Armee nutzte den Friedhof als Übungsgelände.
Nach diesen Missständen übergab am 12. November 1949 Generalmajor Usow von der sowjetischen Militärkommandantur den Friedhof an den Ministerpräsidenten von Mecklenburg, Wilhelm Höcker, zur weiteren Pflege. Die Übergabe des Friedhofes an die Stadt Schwerin erfolgte am 14. November 1949 mit dem offiziellen Namen Opfer des Faschismus. Damals waren es 485 Gräber und zwei Massengräber, 95 Marmor-Gedenktafeln und 390 Zement-Gedenktafeln. Nach Angabe der Russischen Föderation und nach der Übergabe der Dokumente 1990 waren es aber tatsächlich vier Massengräber. Mit der Umgestaltung des Friedhofes ab 1950 fertigte der Schweriner Bildhauer Hans Matthies einen Obelisken, der im oberen Bereich Hammer und Sichel trug und als Mahnmal des Sieges über den Faschismus dienen sollte. Er wurde im westlichen Friedhofsbereich aufgestellt, aber bei den weiteren Umgestaltungen zwischen 1976 und 1978 entfernt. Die Bestattung von sowjetischen Soldaten auf diesem sowjetischen Ehrenfriedhof endete 1967, danach wurden die Toten wieder in ihre Heimat überführt. Doch auf Wunsch des Stadtkommandanten fertigte im Auftrag des Rates der Stadt Schwerin der Berliner Bildhauer Gerhard Thieme die Bronzeplastik eines um die Toten trauernden Sowjetsoldaten. Das Denkmal Kämpfer der Roten Armee wurde am 6. Juni 1978 im nördlichen Bereich zwischen den sowjetischen Soldatengräbern aufgestellt. Eine Toranlage mit der Inschrift Ruhm der Sowjetarmee wurde errichtet.
Ab 1953 wurden in der Friedhofsmitte 397 VdN-Angehörige (Verfolgte des Naziregimes) und deren Ehepartner bestattet. Es waren Personen aus den Reihen der kommunistischen und sozialdemokratischen Arbeiterbewegung, aber auch Teilnehmer am Spanischen Bürgerkrieg. Zentraler Punkt wurde die Grabplatte für Kurt Bürger, Landesvorsitzender der KPD und kurzzeitiger Ministerpräsident von Mecklenburg-Vorpommern. Nach 1970 wurden innerhalb des VdN-Grabfeldes auch 71 Grabplatten mit den Häftlingsnummern der am 8. Mai 1945 bestatteten Häftlinge aus dem KZ Wöbbelin im Halbkreis aufgestellt.
Mit der Auflösung der Gedenkstätte verdienter Kämpfer für Demokratie und Sozialismus auf dem Alten Friedhof seit 1991 war eine Umbettung der dort befindlichen Urnen notwendig. Der Magistrat der Stadt Schwerin beschloss diese Maßnahme am 11. Dezember 1991 mit Beschluss Nr. 331. So wurde Kurt Bürger 1951 auf dem VdN-Friedhof, dem Friedhof der OdF bestattet. Seine Urne wurde später auf den Alten Friedhof umgebettet und vor der Gedenkstätte verdienter Kämpfer für Demokratie und Sozialismus beigesetzt. 1994 erfolgte wiederum die Umbettung seiner Urne vom Alten Friedhof auf den Friedhof der OdF.
Die Besonderheit dieses Ehrenfriedhofs gegenüber anderen besteht darin, dass hier heute die unterschiedlichsten Opfergruppen begraben liegen: KZ-Häftlinge, sowjetische zivile Bürger, Angehörige der Roten Armee, nach 1945 verstorbene Verfolgte des Naziregimes und deren Ehepartner, umgebettete verdiente Sozialisten und das Grab von Kurt Bürger. Auf dem Friedhof sind insgesamt 1.504 Tote bestattet, davon sind 755 Kriegstote. Die 755 Kriegstoten sind in 723 Einzelgräbern und vier Sammelgräbern bestattet.
Von 2011 bis 2013 erfolgte die denkmalgerechte Instandsetzung der gesamten Friedhofsanlage.
Durch Vandalismus wurden im Juli 2014 wieder sechs russische Grabsteine umgestoßen, die erst nach vier Monaten durch die verantwortliche Friedhofsverwaltung in der SDS (Stadtwirtschaftliche Dienstleistungen Schwerin) aufgerichtet wurden.

## Galerie

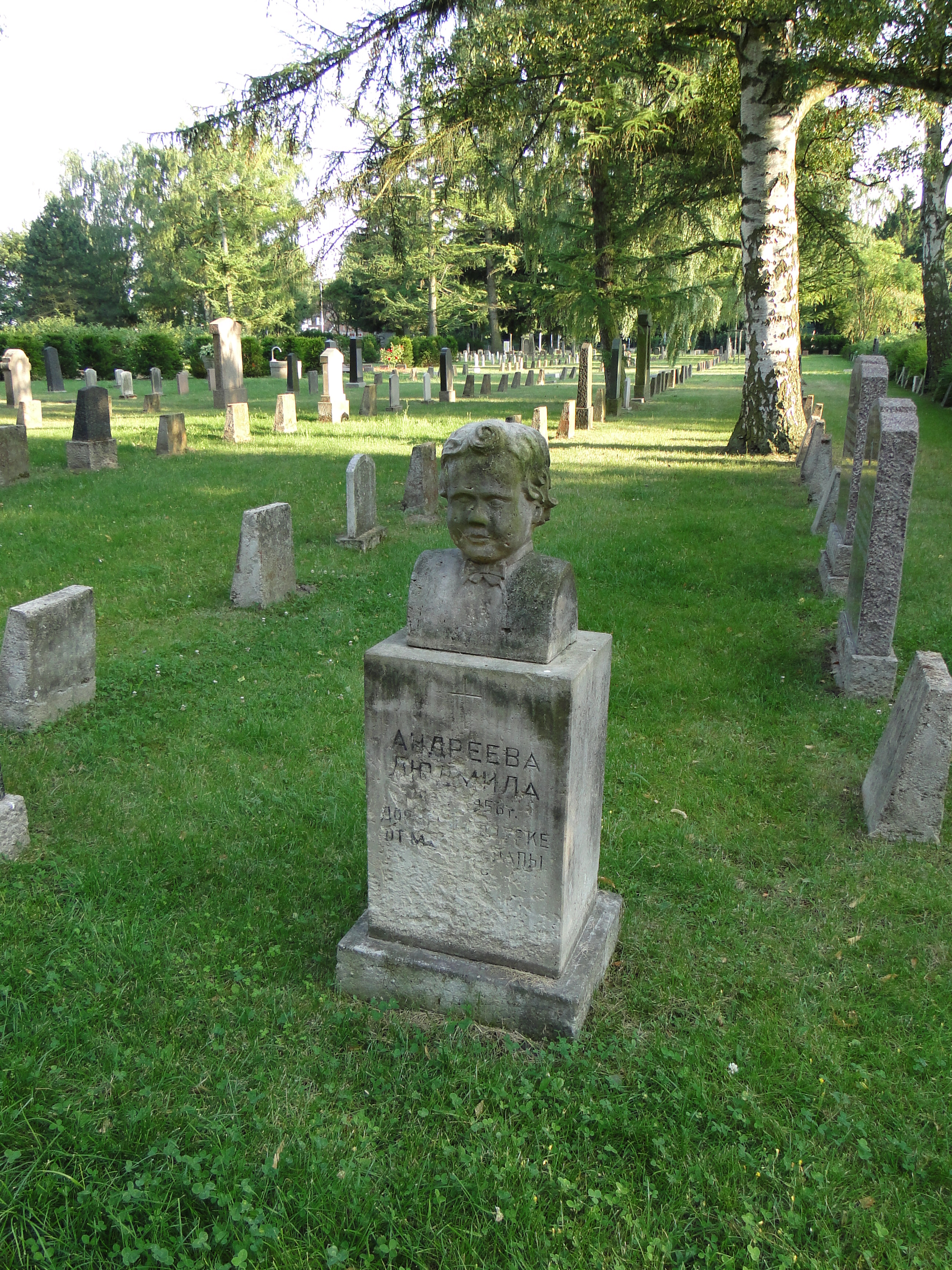
Russische Gräber auf dem Friedhof (2014)
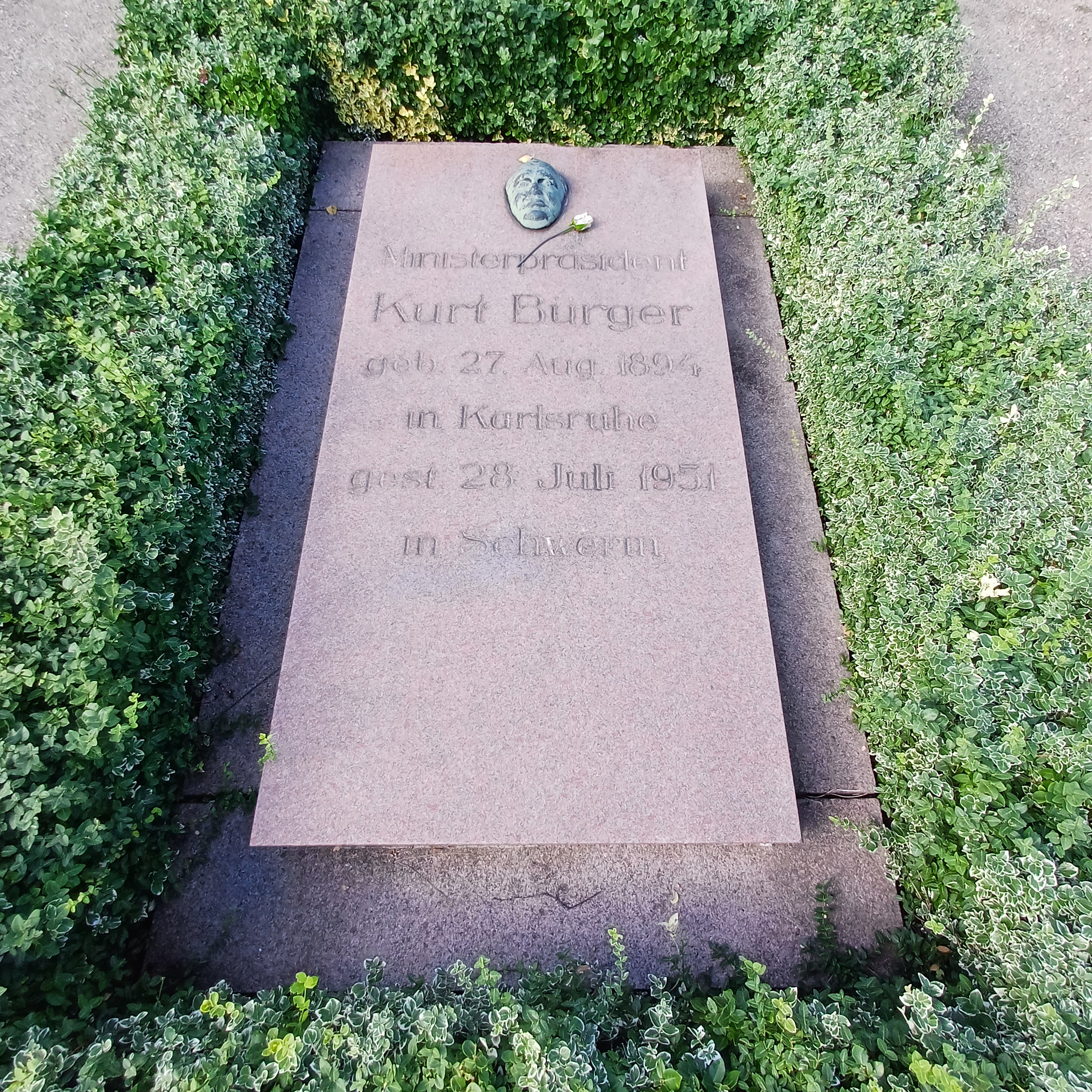
Grabstein Kurt Bürger
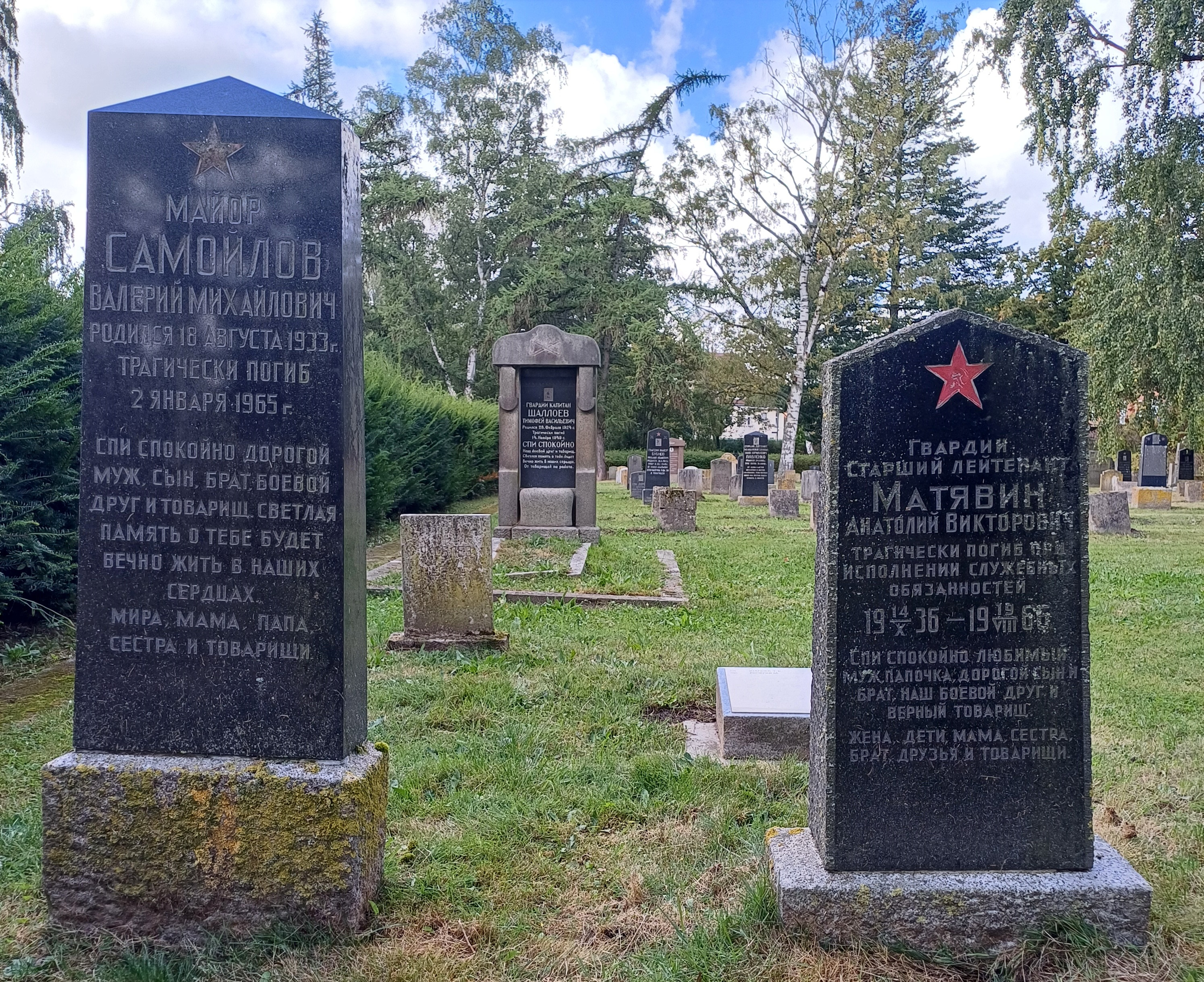
Grabsteine sowjetischer Soldaten
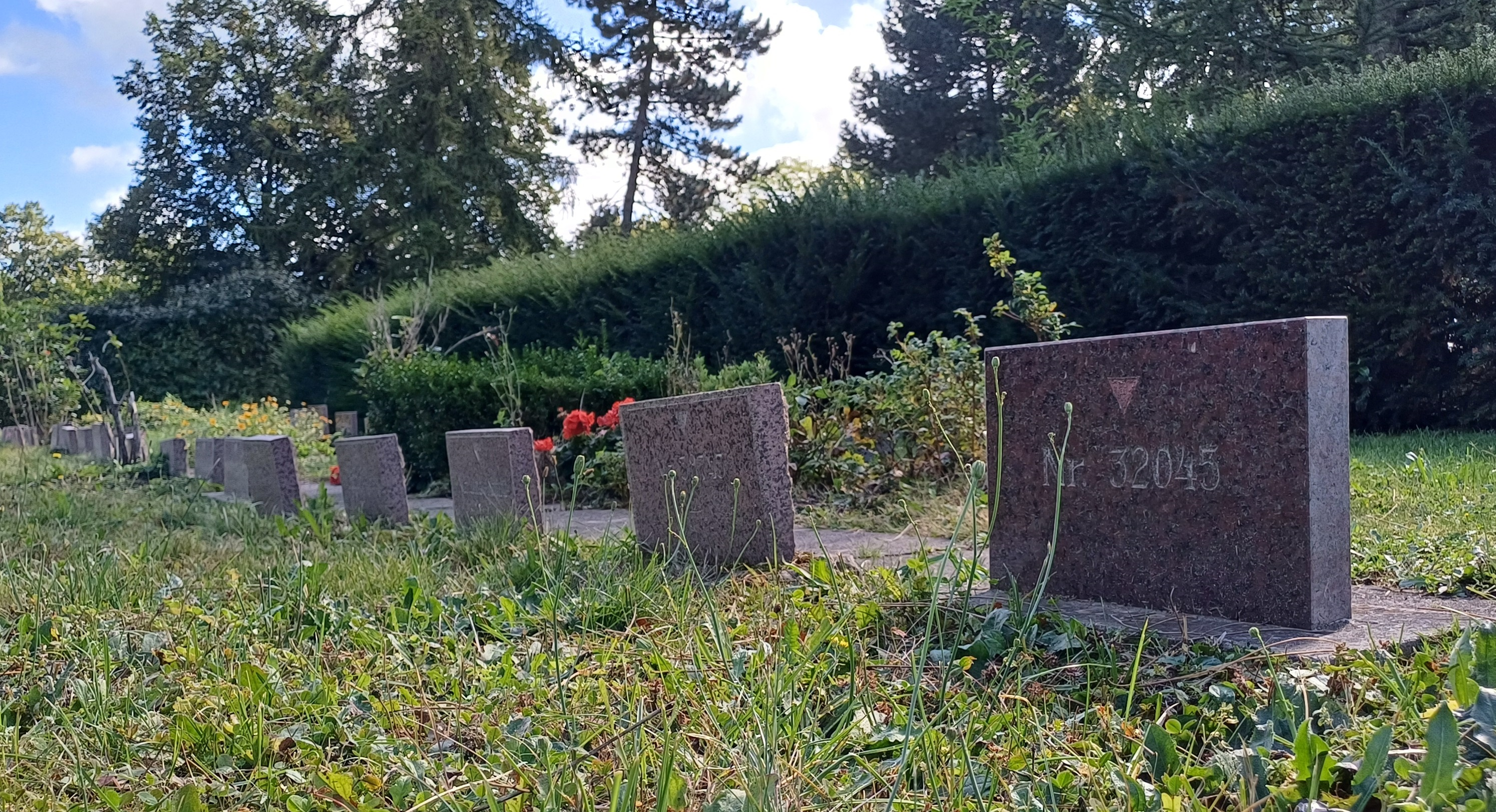
Nr. 32045
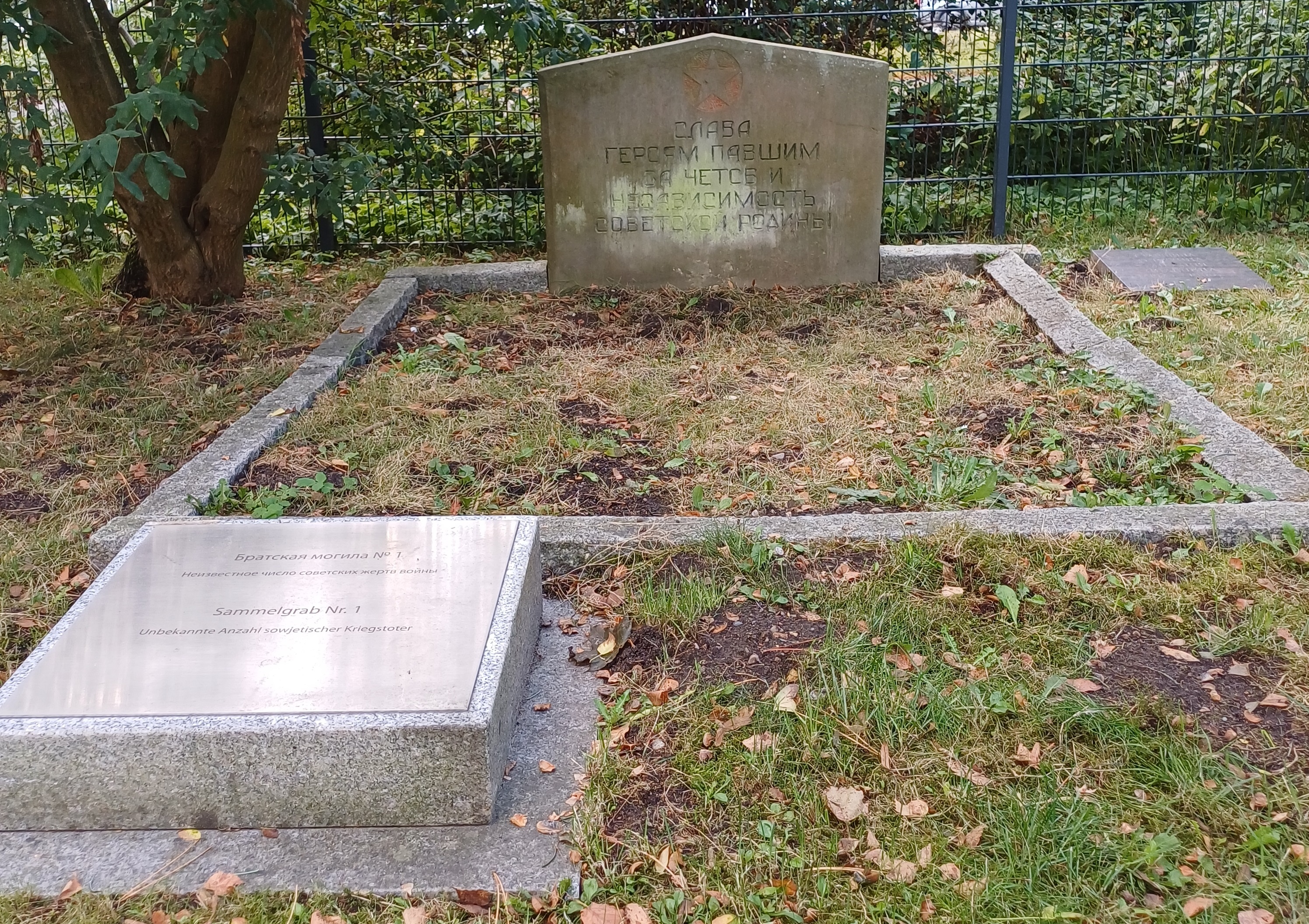
Sammelgrab Nr. 1

### Ungedruckte Quellen
- SDS – Stadtwirtschaftliche Dienstleistungen Schwerin, Archiv.
  - Akte, Ehrenfriedhof auf dem Platz der Opfer des Faschismus. Bestandserfassung, Bestandsbewertung 1999.
  - Akte, Beschluss des Magistrats Nr. 331 vom 11. Dezember 1991.
  - Akte, Dokumentation Übernahme sowjetischer Gräber.
  - Akte, Registrierkarte zu den Kriegsgräbern in Schwerin. Anlage zur Direktive des Verteidigungsministeriums der UdSSR, 1990.
- LAKD – Landesamt für Kultur und Denkmalpflege Schwerin.
  - Akte, Sowjetischer Ehrenfriedhof, Mappe 1, 1989.